# Joël Sami
Joël Sami (Montfermeil, 13 november 1984) is een Congolees voetballer die bij voorkeur als centrale verdediger speelt. Hij tekende in 2015 bij SV Zulte Waregem. In 2008 debuteerde Sami voor Congo-Kinshasa.

## Clubcarrière
Sami is afkomstig uit de jeugdopleiding van ASOA Valence, waarvoor hij drie competitiewedstrijden speelde. In 2004 trok de centrumverdediger naar Amiens SC, waar hij in vier seizoenen acht doelpunten maakte in 120 competitiewedstrijden. In 2008 tekende hij als transfervrije speler bij AS Nancy. Op 19 april 2009 debuteerde Sami in de Ligue 1 tegen SM Caen. In 2011 degradeerde hij met AS Nancy naar de Ligue 2. In juli 2015 tekende Sami een contract voor twee seizoenen met optie op een bijkomend jaar bij SV Zulte Waregem.

## Interlandcarrière
Op 26 maart 2008 debuteerde Sami voor Congo-Kinshasa in de vriendschappelijke interland tegen Algerije.